# Hasan Güngör
Hasan Güngör (Denizli, Turquía, 5 de julio de 1934-13 de octubre de 2011) fue un deportista turco especialista en lucha libre olímpica donde llegó a ser campeón olímpico en Roma 1960.

## Carrera deportiva
En los Juegos Olímpicos de 1960 celebrados en Roma ganó la medalla de oro en lucha libre olímpica estilo peso medio, por delante del luchador soviético Georgy Skhirtladze (plata) y del sueco Hans Antonsson (bronce). Cuatro años después, en las Olimpiadas de Tokio 1964 ganó la medalla de plata en la misma modalidad.